# Tolmerus richterae
Tolmerus richterae là một loài ruồi trong họ Asilidae. Tolmerus richterae được Lehr miêu tả năm 1981. Loài này phân bố ở vùng Cổ Bắc giới.